# Realme C21
realme C21 — смартфон початкового рівня, розроблений realme. Був представлений 5 березня 2021 року. Також 21 червня того ж року був представлений realme C21Y, що отримав потужніший процесор і дизайн подібний до realme C11.

## Дизайн
Екран виконаний зі скла. Корпус виконаний з пластику та має спеціальну фактуру.
Знизу знаходяться роз'єм microUSB, мікрофон та 3.5 мм аудіороз'єм. З лівого боку смартфона розташований слот під 2 SIM-картки і карту пам'яті формату microSD до 256 ГБ. З правого боку розміщені кнопки регулювання гучності та кнопка блокування смартфону. Ззаду розміщені блок основної камери з LED-спалахом, сканер відбитків пальців та основний динамік.
Смартфони продавалися в кольорах Cross Black (чорний) та Cross Blue (блакитний).

## Технічні характеристики

### Платформа
realme C21 отримав процесор MediaTek Helio G35 та графічний процесор PowerVR GE8320.
realme C21Y отримав процесор Unisoc T610 та графічний процесор Mali-G52.

### Батарея
Батарея отримала об'єм 5000 мА·год. Також смартфони ортримали підтримку зворотної дротової зарядки.

### Камера
Смартфони отримали основну потрійну камеру 13 Мп, f/2.2 (ширококутний) + 2 Мп, f/2.4 (макро) + 2 Мп, f/2.4 (сенсор глибини) з фазовим автофокусом та здатністю запису відео в роздільній здатності 1080p@30fps. Фронтальна камера отримала роздільність 5 Мп, світлосилу f/2.2 (ширококутний) та здатність запису відео у роздільній здатності 1080p@30fps.

### Екран
Екран IPS LCD, 6.5", HD+ (1600 × 720) зі співвідношенням сторін 20:9, щільністю пікселів 270 ppi та краплеподібним вирізом під фронтальну камеру.

### Пам'ять
Смартфони продавалися в комплектаціях 3/32 та 4/64 ГБ. В Україні realme C21Y був доступний тільки в версії 4/64 ГБ.

### Програмне забезпечення
realme C21 був випущений на realme UI 1 на базі Android 10. Був оновлений до realme UI 2 на базі Android 11.
realme C21Y був випущений на realme R Edition (спрощена версія realme UI) на базі Android 11.